# Pingstkyrkan Linköping
Pingstkyrkan Linköping, tidigare Sionförsamlingen Linköping, är en av de största församlingarna inom den svenska pingströrelsen och har omkring 1 500 medlemmar. Församlingen grundades den 3 augusti 1924 och fick namnet Sionförsamlingen. Första kyrkan invigdes 1934 på Kungsgatan 30 i Linköping. 1974 byggdes den andra kyrkan Pingstkyrkan, Linköping på samma adress. 2014 flyttade församlingen till Cupolen, Folkets Park i Linköping. 1980 fick församlingen Nya slottet i Bjärka-Säby utanför Linköping som en donation av familjen Ekman. 2018 bytte församlingen namn till Pingstkyrkan Linköping.
Församlingen ser som sin uppgift att efter de riktlinjer som Bibeln anger föra människor till personlig gemenskap med Jesus Kristus, hos sina medlemmar vårda det andliga livet, bedriva barn- och ungdomsverksamhet och evangelisk mission inom och utom landet, utöva kristen kärleksverksamhet samt i sitt arbete erbjuda en helnykter och drogfri miljö. Dessa uppgifter skall utföras utifrån en demokratisk grundsyn. 

## Verksamhet
Förutom gudstjänster bedriver Sionförsamlingen en omfattande barn-, ungdoms- och studentverksamhet med bland annat söndagsskola, tonårsverksamheten "Youth"(tidigare CLUB), scoutverksamhet ("Royal Rangers"), bibelklasser  samt sommar- och vinterläger. Församlingen är även verksam i flera afrikanska länder samt i Asien, Sydamerika och Europa. 
I Linköping är församlingen huvudsponsor bakom den lokala kristna radiokanalen Radio Linköping.
På Bjärka-Säby slott utanför Linköping driver församlingen ett slottscafé som är öppet sommartid.

### Mission
Församlingens första missionär avskildes och sändes ut till Yunnan i Kina redan 1928 och kom att följas av ytterligare en Kinamissionär 1942. När Kina stängdes för missionärerna övergick dessa till missionsverksamhet i Tanganyika i Afrika. Under församlingens tre första decennier samlades 1.777.118:92 in via kollektboxarna, därav 333.014:94 för missionsändamål.

### Barnverksamhet
Sionförsamlingen har allt sedan starten haft en livlig barnverksamhet. Elevantalet i söndagsskolan var:
- 1924: 4 elever
- 1929: 26 elever
- 1934: 150 elever
- 1939: 150 elever
- 1944: 270 elever
- 1949: 484 elever
- 1954: 650 elever

### Bibelskola
Församlingen har under många år drivit en bibelskola med ett 20-tal elever varje år. Sedan 1980-talet är bibelskolan belägen på Bjärka-Säby slott ca tre mil söder om Linköping. Inför läsåret 2014-2015 lades bibelskolan Bjärka Säby ned och församlingen startade upp Nikodemusinstitutet, som är en bibelskola baserad i Cupolen, Linköping. 

### Församlingstidning
Församlingen har sedan början av 1950-talet gett ut församlingstidningen Vår Horisont. Tidningen utkom för sista gången 2012.

## Historia
Till följd av den i början av 1900-talet framväxande pingströrelsen i Sverige bildades det redan i augusti 1916 en fri församling i Linköping under namnet Salemförsamlingen. Efter en tid splittrades dock Salemförsamlingen och 29 av dess tidigare medlemmar, 23 systrar och 6 bröder, bildade då en bönegrupp. Under december 1923 kom Thure Johansson, som då var verksam i Sionförsamlingen i Norrköping, till Linköping för att stötta bönegruppen i dess verksamhet. Tanken att ordna sig till en fri, biblisk församling mognade allt mer bland bönegruppens medlemmar och söndagen den 3 augusti beslutade de att bilda Sionförsamlingen i Linköping med Thure Johansson som förste föreståndare. Beslutet togs av gruppen i Odd Fellowsalen, andra våningen i Teatern.
Församlingen växte kraftigt under de första årtiondena och 1954 hade tre av dess utposter bildat egna fria församlingar i Ringstorp (1926), Rimforsa (1927) och Värna (1938). 1954 hade församlingen verksamhet i Hackefors, Hjulsbro, Rystad, Skeda, Västerlösa, Vikingstad, Gistad och Ljungsbro. På den sistnämnda platsen hade församlingen under 1950-talet en egen lokal. Den kraftiga medlemstillväxten medförde att församlingen efter 10 år i olika hyrda lokaler år 1934 beslöt att bygga en egen kyrka på Kungsgatan.

### Medlemsutveckling
- 1924: 29 medlemmar
- 1934: 483 medlemmar (256 döpta under första 10-årsperioden[3])
- 1944: 703 medlemmar (254 döpta under andra 10-årsperioden[3])
- 1954: 942 medlemmar (234 döpta under tredje 10-årsperioden[3])
- 1964: 1 126 medlemmar
- 1974: 1 511 medlemmar
- 1984: 1 902 medlemmar
- 1994: 1 974 medlemmar
- 2004: 1 833 medlemmar
- 2014: 1 572 medlemmar

### Föreståndare
- 1923–1927 Thure Johansson
- 1927–1936 Tobias Fasth
- 1936–1946 Venzel Nilsson
- 1946–1962 Rickard Rydén (1906–1962)
- 1962–1973 Karl-Erik Heinerborg (1924–1991)
- 1973–1978 Martin Tornell
- 1979–1991 Samuel Halldorf (1930–2009)
- 1991–2012 Anders Ekstedt
- 2012–(fortf) Marcus Sönnerbrandt

## Orgel
Kronologi:
- 1954: Bruno Christensen byggde en helmekanisk kororgel för Grensholms gods, Vånga socken, Östergötland. Orgeln var placerad i Augustin Mannerheims bibliotek.
- 1984: Orgeln flyttades till Pingstkyrkan, Linköping.
- 2015: Orgeln flyttades till Nya Slottet Bjärka-Säby

Disposition:
| Huvudverk         | Positiv      | Pedalverk       | Koppel            |
| Trægedakt 8'      | Quintatøn 8' | Subbas 16'      | Huvudverk/pedal   |
| Principal 4'      | Rørfløjte 4' | Gedakt 8'       | Positiv/pedal     |
| Waldfløjte 2'     | Principal 2' | Kobbelfløjte 2' | Positiv/huvudverk |
| Mixtur II-III kor | Terz 1 3/5'  | Sordun 16'      |                   |
| Regal 8'          | Nasat 1 1/3' | Vox humana 4'   |                   |
|                   | Cymbel I kor |                 | Tremolo           |